# Tfou
Tfou es un programa contenedor de la televisión francesa, concretamente del canal TF1 dirigido a los espectadores jóvenes. El programa se emite desde el 1 de enero de 2007 sustituyendo a los dos programas contenedores anteriores de la cadena: TF! y Club Disney.
Durante el primer año de emisisón, este programa compartió programación con Tfou TV, cadena perteneciente al grupo TF1, dedicado exclusivamente a programación infantil y juvenil. Así se mantuvo hasta el 28 de febrero de 2008, cuando Tfou TV fue sustituido por Foot School TV. 

## Historia
El programa fue presentado como un contenedor televisivo enfocado a ofrecer serie europeas inéditas así como series exitosas de la cadena Nickelodeon gracias a un acuerdo de esta con el grupo TF1. La audiencia recibida fue bastante humilde, sin llegar a los niveles del programa anterior, Club Dorothée. Este ritmo se mantuvo hasta la emisión de Pokemon, serie con la que consiguieron  mejorar los índices de audiencia y conseguir afianzar el programa para ofertar otras series como: Franklin, Jimmy Neutron, Totally Spies!, Sonic le rebelle...

## Programación

### Horarios
Desde que comenzó a emitirse, el programa tiene el siguiente horario semanal:
Lunes a viernes
- 6h30 - 8h30

Sábados
- 6h30 - 8h00

Domingos
- 6h30 - 10h20

Durante el 2015, Tfou emitió los miércoles hasta las 11:10 de la mañana.

### Series emitidas
El programa ha emitido más de 100 series y películas de animación distintas de varios países, destacando las series y películas nacionales, pues ha emitido 54 series o películas de animación francesa como Calimero (2014) o Miraculous: Las aventuras de Ladybug.

## Audiencia
Tfou ha obtenido buenas audiencias desde su lanzamiento. El espectáculo a veces supera a Zouzous, el programa de animación emitido en France 5. Suele superar a Ludo, el programa equivalente emitido en France 3 en la misma franja horaria que Tfou. La audiencia de Tfou es menos fiel que las que se registraban con Club Dorothée. La audiencia del fin de semana obtiene entre el 15 y el 20% de cuota de mercado. Mientras que durante la semana laboral, es entre el 10 y el 15% de cuota de mercado. La audiencia más baja que ha registrado Tfou fue el 6 de mayo de 2015, día en el que consiguió un 5,7% del público.

## Página web
El sitio Tfou.fr es el portal para jóvenes de TF1, donde pueden crear sus avatares. El sitio incluye juegos y vídeos. En el momento de la desaparición de Tfou TV , la página web emitió series de 17:00 a 18:00 en un comienzo y más tarde se aumentó el horario de 17:00 a 20:00 todos los días.

## Derivados

### Tfou para iPad
Tfou lanzó una aplicación dirigida a ser utilizada en el iPad.

### Aplicación móvil
La aplicación para smartphones fue lanzada el 2 de septiembre de 2014 por e-TF1.

### Revista
En 2010, Tfou lanzó una revista editada por Fleurus presse llamada Tfou Magazine.

### Tfou Max
TF1 lanzó el 5 de febrero de 2015 un servicio en VOD para niños. Está disponible a través de TV d'Orange y Freebox.